# Aleksandr Veselovskij

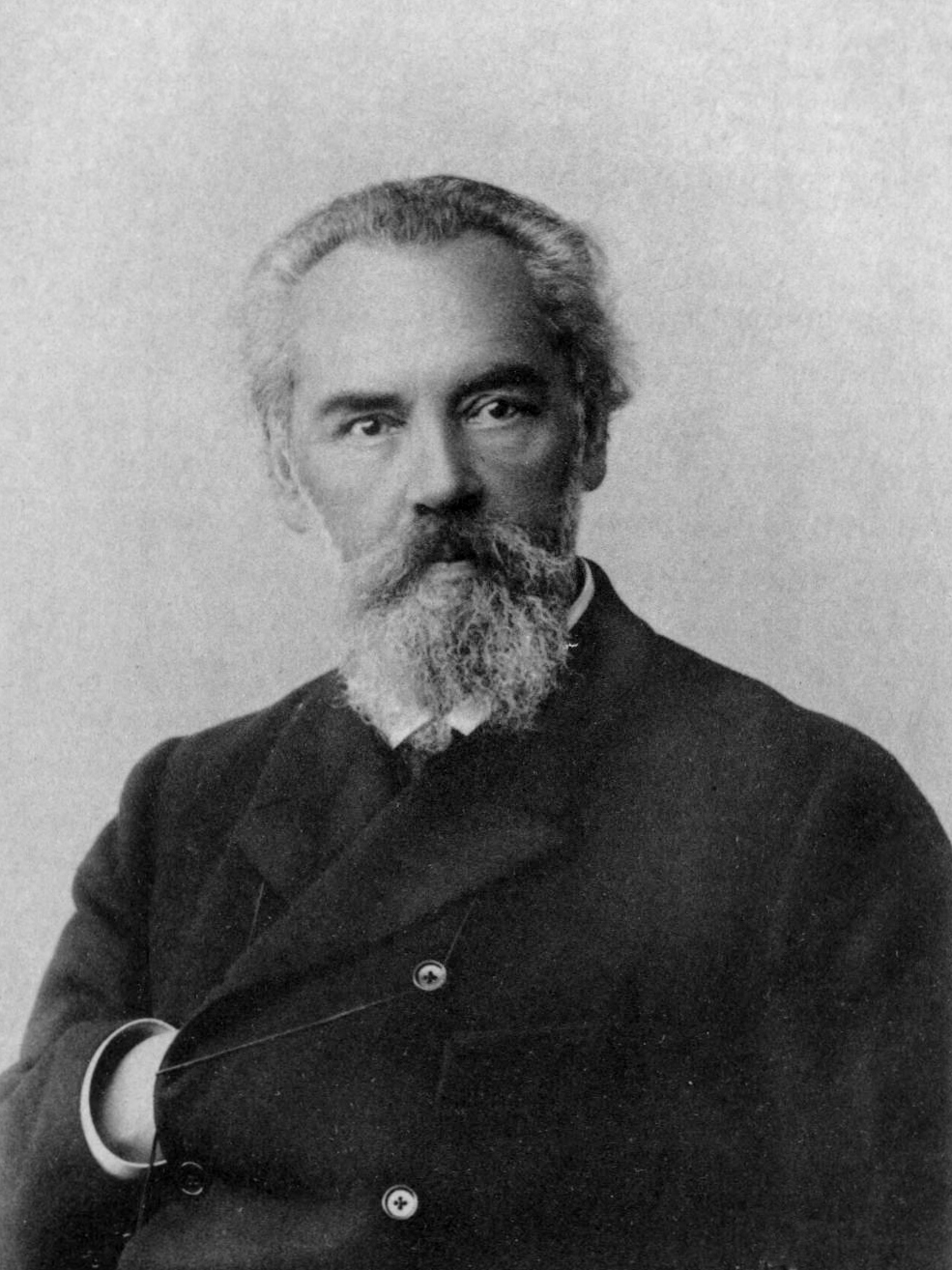
Aleksandr Veselovskij.

Aleksandr Nikolajevitj Veselovskij (ryska: Александр Николаевич Веселовский), född 16 februari (gamla stilen: 4 februari) 1838 i Moskva, död 23 oktober (gamla stilen: 10 oktober) 1906 i Sankt Petersburg, var en rysk litteraturvetare. Han var bror till Aleksej Veselovskij.
Vesolovskij blev 1870 professor vid Sankt Petersburgs universitet och 1877 akademiker. Hans första större lärda verk, II paradiso degli Alberti, utkom i Bologna 1869. I ryska tidskrifter publicerades på 1870-talet hans gedigna studier om bland andra Dante Alighieri, Giordano Bruno och Giovanni Boccaccio. Av stort värde är hans jämförande studier över Salomo och Kitovras, om Morolf och Merlin, Tristan, Alexander- och Trojasagan och andra medeltida sagostoff och legender. Hans åsikter om den komparativa folkloreforskningen sammanfattades i skriften Sravnìtelnaja mithologia i jeja metod (1882). Sedermera koncentrerade han sina studier på de andliga folkvisorna och den folkliga epiken i Ryssland. År 1894 trycktes hans grundliga arbete om Boccaccio och 1904 om Francesco Petrarca. Även om den nyare ryska litteraturhistorien har han inlagt stor förtjänst genom mycket ingående studier över Vasilij Zjukovskij (1904) och Aleksandr Pusjkin samt rörande poetiken. Efter hans död började hans skrifter utges av ryska vetenskapsakademien. 